# Supercombo EP
Supercombo EP é o primeiro EP da banda Supercombo, lançado em 2010, em download digital.

## Faixas
| N.º            | Título         | Duração |  |
| 1.             | "Farol"        | 4:19    |  |
| 2.             | "Café Amargo"  | 3:53    |  |
| 3.             | "Saudade"      | 4:37    |  |
| 4.             | "Gravidade"    | 5:21    |  |
| 5.             | "Cebolas"      | 3:36    |  |
| 6.             | "Labirintite"  | 3:32    |  |
| 7.             | "Sorte e Azar" | 3:40    |  |
| Duração total: | Duração total: | 29:07   |  |

## Créditos
- Leonardo Ramos - vocal, guitarra
- Jean Diaz - guitarra e vocal de apoio
- Jackson Pinheiro - baixo
- Paulo Vaz - teclados
- Marcelo Braga - bateria